# Albrecht Bouts

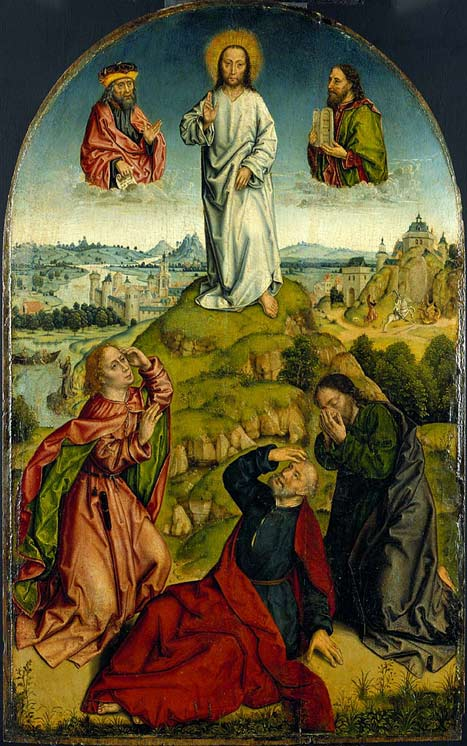
La Transfiguració, oli sobre taula del s.XV d'Aelbrecht Bouts, Fitzwilliam Museum (Cambridge), 73,5 x 45,5 cm,

Albrecht Bouts (1450, Lovaina - març de 1549, Leuven) va ser un pintor flamenc. El seu primer nom és lletrejat de vegades Albert, Albert Jacob o Alberto. Va néixer en una família de pintors. Albrecht pare era Dieric Bouts el Vell (~1415-1475), i el seu germà va ser Dieric Bouts el Jove (ca.1448-1490). Jan Bouts (~1478-~1530), fill de Dieric Bouts el Jove, també va ser pintor. Dieric Bouts el Jove va heretar la botiga del seu pare el 1475, mentre que Albrecht va establir el seu propi taller, també a Lovaina. Atès que Dieric el Jove va continuar l'estil del pare, Albrecht desenvolupà el seu estil propi i inequívoc amb colors forts, textures riques i detalls fins.
Es pot veure obra seva a diferents museus: 
- Bob Jones University Museum
- Museu d'Art de Cleveland
- Museu Fitzwilliam (Cambridge)
- Museus d'Art de la Universitat Harvard
- Acadèmia de les Arts d'Honolulu
- Norton Simon Museum (Pasadena, Califòrnia)
- Museu Reial de Belles Arts de Bèlgica
- Staatsgalerie de Stuttgart

Al Museu Nacional d'Art de Catalunya, a Barcelona, es pot veure una obra d'un pintor del seu cercle, copiada d'un original seu, provinent del llegat de Francesc Fàbregas i Mas el 1934.